# Hydrangea aspera
Hydrangea aspera es una especie de arbusto perteneciente a la familia Hydrangeoideae. Es originario de la región del Himalaya, sur de China, hasta Taiwán. 

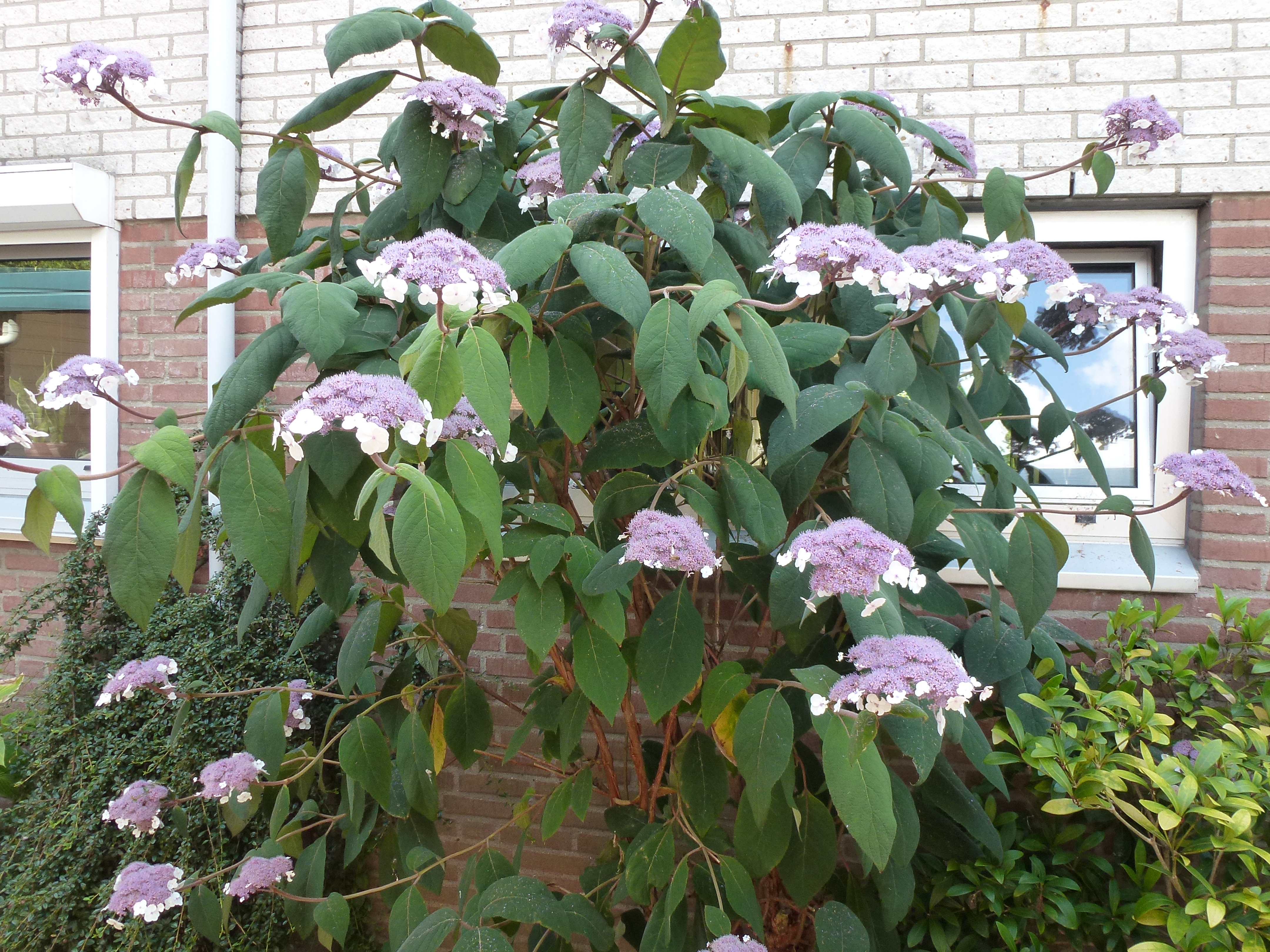
Vista de la planta

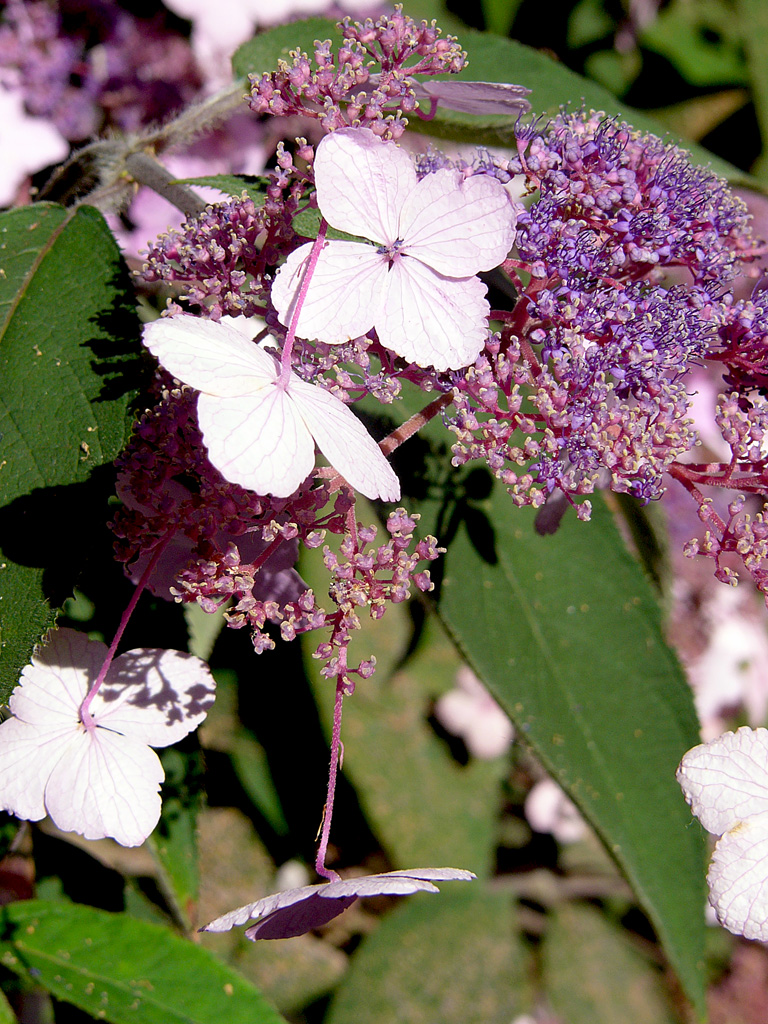
Vista de la planta

## Descripción
Las flores suelen producirse en una inflorescencia grande y en tonos variables de color azul pálido.
Una considerable variación natural se produce en la especie, y algunas de las variaciones a veces se consideran como especies separadas; éstas incluyen H. aspera ssp. sargentiana y H. villosa.

## Taxonomía
Hydrangea aspera fue descrito por David Don y publicado en Prodromus Florae Nepalensis 211. 1825.
Etimología
Hydrangea: nombre genérico que deriva de las palabras griegas:  (ὕδωρ hydra) que significa "agua" y  ἄγγος (gea) que significa "florero"  o "vasos de agua" en referencia a la característica forma de sus cápsulas en forma de copa.
aspera: epíteto latíno que significa "áspera, rugosa"
Sinonimia
- Hydrangea fulvescens Rehder
- Hydrangea glabripes Rehder
- Hydrangea kawakamii Hayata
- Hydrangea longipes var. lanceolata Hemsl.
- Hydrangea oblongifolia Blume
- Hydrangea rehderiana C.K.Schneid.
- Hydrangea vestita var. fimbriata Wall.
- Hydrangea villosa Rehder
- Premna merinoi H.Lév.[1]